# Vittore Pisani
Vittore Pisani (ur. 23 lutego 1899 w Rzymie, zm. 22 grudnia 1990 w Como) – włoski językoznawca indoeuropeista.

## Życiorys
W 1935 został profesorem uniwersytetu w Mediolanie (do 1969). Pisał prace z zakresu etymologii, gramatyki porównawczej języków europejskich i językoznawstwa ogólnego. Jego bogata twórczość naukowa dotyka wielu aspektów niemal wszystkich języków indoeuropejskich, w szczególności sanskrytu, greki, łaciny i języków germańskich. Jego ważniejsze dzieła to Grammatica dell'antico indiano (1930-1933), Studi sulla preistoria delle lingue indoeuropee (1933), Geolinguistica e indoeuropeo (1940), Liguistica generale e linguistica indueoropea (1947), Le lingue dell' Italia antica oltre il latina (1953), Manuale storico della lingua latina (4 tomy, 1962-1975) i Glottologia indoeuropea (1971).